# Grand Prix-wegrace van Duitsland 1954
De Grand Prix-wegrace van Duitsland 1954 was de zesde Grand Prix van het wereldkampioenschap wegrace in het seizoen 1954. De races werden verreden op 25 juli op de Solitudering, een stratencircuit in het westelijk deel van Stuttgart. In deze Grand Prix kwamen alle klassen aan de start, maar de titel in de 250cc-klasse was al beslist. De wereldtitel in de 125cc-klasse werd in deze Grand Prix beslist.

## Algemeen
Opmerkelijk genoeg bleef DKW bij haar eigen thuis-Grand Prix weg, maar daar stond tegenover dat er voor het eerst deelname uit de Duitse Democratische Republiek was: privérijder Edgar Barth met een Norton en MZ verscheen in de 125cc-klasse met de fabrieksrijders Horst Fügner en Erhart Krumpholz. Geen van hen scoorde punten. De Duitse Grand Prix werd overschaduwd door het overlijden van de Brit Dennis Lashmar.

## 500cc-klasse
Geoff Duke won zijn derde Grand Prix op rij, maar was met nog drie races te gaan nog steeds niet zeker van de wereldtitel. Ray Amm finishte slechts drie seconden na Duke. Daarachter waren de gaten groter: derde man Reg Armstrong had al meer dan een minuut achterstand. De MV Agusta 500 4C kwam nog steeds niet uit de verf: Dickie Dale werd als twintigste geklasseerd en Carlo Bandirola viel uit. Dennis Lashmar kwam ten val en overleed als gevolg van een schedelbasisfractuur.
| Pos | Coureur              | Merk       | Tijd      | Punten |
| --- | -------------------- | ---------- | --------- | ------ |
| 1   | Geoff Duke           | Gilera     | 1:25"49'8 | 8      |
| 2   | Ray Amm              | Norton     | +3'3      | 6      |
| 3   | Reg Armstrong        | Gilera     | +1"08'9   | 4      |
| 4   | Ken Kavanagh         | Moto Guzzi | +1"36'1   | 3      |
| 5   | Fergus Anderson      | Moto Guzzi | +2"10'3   | 2      |
| 6   | Jack Brett           | Norton     | +2"21'6   | 1      |
| 7   | Bob McIntyre         | AJS        | +2"38'9   |        |
| 8   | Rod Coleman          | AJS        | +4"05'8   |        |
| 9   | Leo Simpson          | Matchless  | +5"00'1   |        |
| 10  | Maurice Quincey      | Norton     | +1 ronde  |        |
| 11  | Piet Knijnenburg     | BMW        |           |        |
| 12  | Jack Ahearn          | Norton     |           |        |
| 13  | Raoul Gerrebos       | Norton     |           |        |
| 14  | Cyril Julian         | Norton     |           |        |
| 15  | Alois Huber          | Norton     |           |        |
| 16  | Rudolf Knees         | BMW        |           |        |
| 17  | Karl Kronmüller      | BMW        |           |        |
| 18  | Edgar Barth          | Norton     |           |        |
| 19  | Bob Matthews         | Norton     |           |        |
| 20  | Dickie Dale          | MV Agusta  |           |        |
| 21  | Karl-Julius Holthaus | Triumph    |           |        |

| Coureur         | Merk      | Oorzaak |
| --------------- | --------- | ------- |
| Dennis Lashmar  | BSA       | Val (†) |
| Derek Farrant   | AJS       |         |
| Carlo Bandirola | MV Agusta |         |

| Coureur          | Merk      | Oorzaak   |
| ---------------- | --------- | --------- |
| Gordon Laing (†) | Norton    | Overleden |
| Keith Campbell   | Norton    |           |
| Auguste Goffin   | Norton    |           |
| Léon Martin      | Gilera    |           |
| Luigi Taveri     | Norton    |           |
| Jacques Collot   | Norton    |           |
| Pierre Monneret  | Gilera    |           |
| Bill Lomas       | MV Agusta |           |
| Harold Clark     | Norton    |           |
| Tommy Wood       | Norton    |           |
| Alfredo Milani   | Gilera    |           |
| Nello Pagani     | MV Agusta |           |
| Umberto Masetti  | Gilera    |           |
| Peter Murphy     | Matchless |           |
| Rudy Allison     | Norton    |           |

### Top tien tussenstand 500cc-klasse
| Pos | Coureur         | Merk       | Ptn |
| --- | --------------- | ---------- | --- |
| 1   | Geoff Duke      | Gilera     | 30  |
| 2   | Ray Amm         | Norton     | 14  |
| 3   | Ken Kavanagh    | Moto Guzzi | 9   |
| 4   | Pierre Monneret | Gilera     | 8   |
| 4   | Fergus Anderson | Moto Guzzi | 8   |
| 6   | Reg Armstrong   | Gilera     | 7   |
| 7   | Alfredo Milani  | Gilera     | 6   |
| 8   | Jack Brett      | Norton     | 5   |
| 9   | Jacques Collot  | Norton     | 4   |
| 9   | Léon Martin     | Gilera     | 4   |
| 9   | Bob McIntyre    | AJS        | 4   |
| 9   | Carlo Bandirola | MV Agusta  | 4   |

## 350cc-klasse
Net nu het erop leek dat Moto Guzzi het lek boven had en in twee GP's goed had gescoord, vielen Fergus Anderson, Enrico Lorenzetti en Ken Kavanagh terwijl ze aan de leiding gingen uit met technische problemen. Dat opende de weg voor Ray Amm, die de race won, maar de leiding in de WK-stand moest overlaten aan Rod Coleman, die met zijn AJS 7R3 tweede werd. Georg Braun scoorde een punt met de Schnell-Horex. DKW was vreemd genoeg niet verschenen, evenmin als MV Agusta. Zowel de DKW RM 350 als de MV Agusta 350 4C bevonden zich nog in het ontwikkelingsstadium.
| Pos | Coureur         | Merk          | Tijd      | Punten |
| --- | --------------- | ------------- | --------- | ------ |
| 1   | Ray Amm         | Norton        | 1:11"30'1 | 8      |
| 2   | Rod Coleman     | AJS           |           | 6      |
| 3   | Jack Brett      | Norton        |           | 4      |
| 4   | Maurice Quincey | Norton        |           | 3      |
| 5   | Leo Simpson     | AJS           |           | 2      |
| 6   | Georg Braun     | Schnell-Horex |           | 1      |

| Coureur           | Merk       | Oorzaak    |
| ----------------- | ---------- | ---------- |
| Ken Kavanagh      | Moto Guzzi | Mechanisch |
| Fergus Anderson   | Moto Guzzi | Mechanisch |
| Enrico Lorenzetti | Moto Guzzi | Mechanisch |

| Coureur           | Merk   | Oorzaak    |
| ----------------- | ------ | ---------- |
| Gordon Laing (†)  | Norton | Overleden  |
| Karl Hofmann      | DKW    | Teambeleid |
| Siegfried Wünsche | DKW    | Teambeleid |

| Coureur         | Merk       |
| --------------- | ---------- |
| John Grace      | Norton     |
| Auguste Goffin  | Norton     |
| Firmin Dauwe    | Norton     |
| Jacques Collot  | Norton     |
| Pierre Monneret | AJS        |
| Bob Keeler      | Norton     |
| Bob Matthews    | Velocette  |
| Bob McIntyre    | AJS        |
| Derek Farrant   | AJS        |
| John Clark      | AJS        |
| Peter Davey     | Norton     |
| Alano Montanari | Moto Guzzi |
| Duilio Agostini | Moto Guzzi |
| Barry Stormont  | BSA        |

### Top tien tussenstand 350cc-klasse
| Pos | Coureur           | Merk       | Ptn |
| --- | ----------------- | ---------- | --- |
| 1   | Rod Coleman       | AJS        | 18  |
| 2   | Ray Amm           | Norton     | 16  |
| 3   | Fergus Anderson   | Moto Guzzi | 14  |
| 4   | Jack Brett        | Norton     | 10  |
| 5   | Enrico Lorenzetti | Moto Guzzi | 9   |
| 5   | Leo Simpson       | AJS        | 9   |
| 7   | Pierre Monneret   | AJS        | 8   |
| 7   | Ken Kavanagh      | Moto Guzzi | 8   |
| 7   | Bob McIntyre      | AJS        | 8   |
| 10  | Derek Farrant     | AJS        | 6   |
| 10  | Auguste Goffin    | Norton     | 6   |

## 250cc-klasse

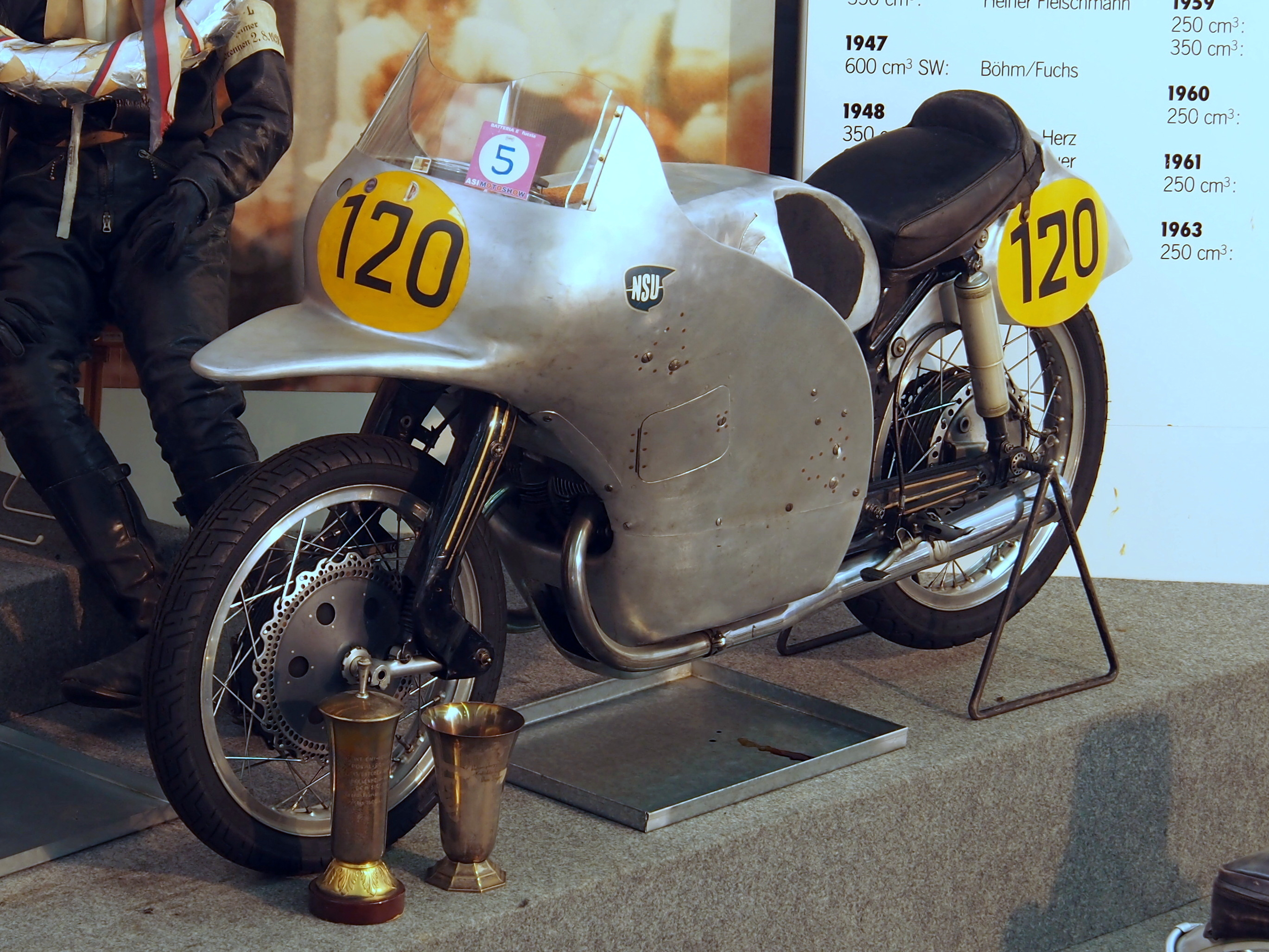
De NSU Rennmax van Werner Haas.

Werner Haas was al wereldkampioen 250 cc, maar hij won nu ook de vijfde Grand Prix op rij voor zijn stalgenoot Rupert Hollaus. Helmut Hallmeier werd derde met zijn Adler-tweetakt.
| Pos | Coureur             | Merk       | Tijd      | Punten |
| --- | ------------------- | ---------- | --------- | ------ |
| 1   | Werner Haas         | NSU        | 1:00"32'9 | 8      |
| 2   | Rupert Hollaus      | NSU        |           | 6      |
| 3   | Helmut Hallmeier    | Adler      |           | 4      |
| 4   | Arthur Wheeler      | Moto Guzzi |           | 3      |
| 5   | Walter Reichert     | NSU        |           | 2      |
| 6   | Walter Vogel        | Adler      |           | 1      |
| 14  | Hermann Paul Müller | NSU        |           |        |

| Coureur           | Merk | Oorzaak |
| ----------------- | ---- | ------- |
| Hans Baltisberger | NSU  | Val     |

| Coureur           | Merk       |
| ----------------- | ---------- |
| Ken Kavanagh      | Moto Guzzi |
| Luigi Taveri      | Moto Guzzi |
| Georg Braun       | NSU        |
| Kurt Knopf        | NSU        |
| Bob Geeson        | REG        |
| Fergus Anderson   | Moto Guzzi |
| John Horne        | Rudge      |
| Tommy Wood        | Moto Guzzi |
| Reg Armstrong     | NSU        |
| Angelo Marelli    | Moto Guzzi |
| Lanfranco Baviera | Moto Guzzi |
| Roberto Colombo   | Moto Guzzi |
| Romolo Ferri      | Moto Guzzi |

### Top tien tussenstand 250cc-klasse

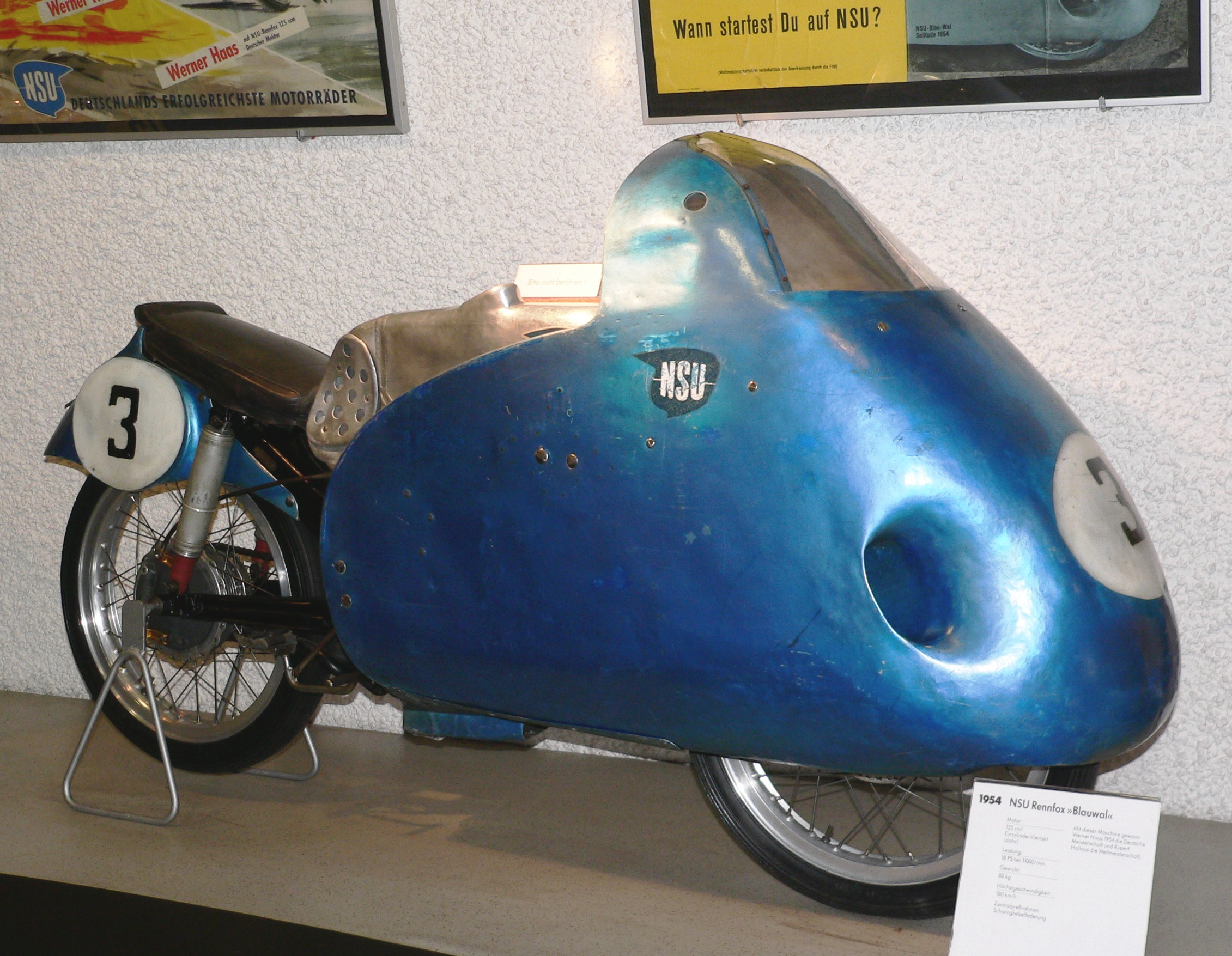
De NSU Rennfox "Blauwal" (Blauwe Walvis) van Rupert Hollaus.

| Pos | Coureur                      | Merk       | Ptn     |
| --- | ---------------------------- | ---------- | ------- |
| 1   | Werner Haas (wereldkampioen) | NSU        | 32 (40) |
| 2   | Rupert Hollaus               | NSU        | 22      |
| 3   | Hermann Paul Müller          | NSU        | 15      |
| 4   | Hans Baltisberger            | NSU        | 14      |
| 5   | Arthur Wheeler               | Moto Guzzi | 7       |
| 6   | Reg Armstrong                | NSU        | 4       |
| 6   | Helmut Hallmeier             | Adler      | 4       |
| 8   | Ken Kavanagh                 | Moto Guzzi | 3       |
| 9   | Fergus Anderson              | Moto Guzzi | 2       |
| 9   | Tommy Wood                   | Moto Guzzi | 2       |
| 9   | John Horne                   | Rudge      | 2       |
| 9   | Walter Reichert              | NSU        | 2       |

## 125cc-klasse
Ook in de 125cc-race werkte de rolverdeling bij NSU: Rupert Hollaus won zijn vierde Grand Prix en was daarme zeker van zijn wereldtitel. Werner Haas werd tweede voor Carlo Ubbiali met de MV Agusta Bialbero 125.
| Pos | Coureur             | Merk      | Tijd    | Punten |
| --- | ------------------- | --------- | ------- | ------ |
| 1   | Rupert Hollaus      | NSU       | 54"08'3 | 8      |
| 2   | Werner Haas         | NSU       |         | 6      |
| 3   | Carlo Ubbiali       | MV Agusta |         | 4      |
| 4   | Hermann Paul Müller | NSU       |         | 3      |
| 5   | Cecil Sandford      | MV Agusta |         | 2      |
| 6   | Karl Lottes         | MV Agusta |         | 1      |
| 8   | Horst Fügner        | IFA       |         |        |

| Coureur               | Merk      |
| --------------------- | --------- |
| Hans Baltisberger     | NSU       |
| Willi Scheidhauer     | MV Agusta |
| Arturo Paragues       | Lube      |
| Gabriel Corsín        | MV Agusta |
| José Antonio Elizalde | Montesa   |
| Juan Bertran          | Montesa   |
| Brian Purslow         | MV Agusta |
| Ivor Lloyd            | MV Agusta |
| Angelo Copeta         | MV Agusta |
| Franco Bertoni        | MV Agusta |
| Guido Sala            | MV Agusta |
| Massimo Genevini      | MV Agusta |
| Roberto Colombo       | MV Agusta |
| Tarquinio Provini     | Mondial   |

### Top tien tussenstand 125cc-klasse
| Pos | Coureur                         | Merk      | Ptn |
| --- | ------------------------------- | --------- | --- |
| 1   | Rupert Hollaus (wereldkampioen) | NSU       | 32  |
| 2   | Hermann Paul Müller             | NSU       | 15  |
| 3   | Carlo Ubbiali                   | MV Agusta | 14  |
| 4   | Werner Haas                     | NSU       | 11  |
| 5   | Hans Baltisberger               | NSU       | 10  |
| 6   | Cecil Sandford                  | MV Agusta | 8   |
| 7   | Ivor Lloyd                      | MV Agusta | 2   |
| 7   | Karl Lottes                     | MV Agusta | 2   |
| 9   | Angelo Copeta                   | MV Agusta | 1   |
| 9   | Brian Purslow                   | MV Agusta | 1   |

## Zijspanklasse
De zijspanrace ving aan zonder WK-leider Eric Oliver, die tijdens de internationale Feldbergrennen een arm gebroken had. Wilhelm Noll en Fritz Cron zaten het hele seizoen al op het vinkentouw en wonnen de race. Ook een tweede BMW-team, Walter Schneider en Hans Strauß, versloeg Oliver's stalgenoten Cyril Smith/Stanley Dibben. Oliver behield de leiding in de WK-stand, maar Willy Noll naderde hem tot twee punten.
| Pos | Coureur          | Bakkenist      | Merk   | Tijd    | Punten |
| --- | ---------------- | -------------- | ------ | ------- | ------ |
| 1   | Wilhelm Noll     | Fritz Cron     | BMW    | 55"59'2 | 8      |
| 2   | Walter Schneider | Hans Strauß    | BMW    |         | 6      |
| 3   | Cyril Smith      | Stanley Dibben | Norton |         | 4      |
| 4   | Otto Schmid      | Otto Kölle     | Norton |         | 3      |
| 5   | Loni Neußner     | Werner Öxner   | Norton |         | 2      |
| 6   | Ernst Kussin     | Franz Steidel  | Norton |         | 1      |

| Coureur     | Bakkenist | Merk             | Oorzaak  |
| ----------- | --------- | ---------------- | -------- |
| Eric Oliver | Les Nutt  | Norton-Watsonian | Blessure |

| Coureur          | Bakkenist          | Merk   |
| ---------------- | ------------------ | ------ |
| Julien Deronne   | Jules Nies         | Norton |
| Hans Haldemann   | Luigi Taveri       | Norton |
| Fritz Hillebrand | Manfred Grunwald   | BMW    |
| Willi Faust      | Karl Remmert       | BMW    |
| Jacques Drion    | Inge Stoll-Laforge | Norton |
| René Bétemps     | André Drivet       | Norton |
| Bill Boddice     | John Pirie         | Norton |

### Top tien tussenstand zijspanklasse
| Pos | Coureur          | Bakkenist          | Merk             | Ptn |
| --- | ---------------- | ------------------ | ---------------- | --- |
| 1   | Eric Oliver      | Les Nutt           | Norton-Watsonian | 24  |
| 2   | Wilhelm Noll     | Fritz Cron         | BMW              | 22  |
| 3   | Cyril Smith      | Stanley Dibben     | Norton-Watsonian | 14  |
| 4   | Walter Schneider | Hans Strauß        | BMW              | 13  |
| 5   | Fritz Hillebrand | Manfred Grunwald   | BMW              | 12  |
| 6   | Jacques Drion    | Inge Stoll-Laforge | Norton           | 3   |
| 6   | Otto Schmid      | Otto Kölle         | Norton           | 3   |
| 8   | Loni Neußner     | Werner Öxner       | Norton           | 2   |
| 9   | Bill Boddice     | John Pirie         | Norton           | 1   |
| 9   | Julien Deronne   | Jules Nies         | Norton           | 1   |
| 9   | Ernst Kussin     | Franz Steidel      | Norton           | 1   |

1925 · 1926 · 1927 · 1928 · 1929 · 1930 · 1931 · 1933 · 1934 · 1935 · 1936 · 1937 · 1938 · 1939 · 1949 · 1950 · 1951 · 1952 · 1953 · 1954 · 1955 · 1956 · 1957 · 1958 · 1959 · 1960 · 1961 · 1962 · 1963 · 1964 · 1965 · 1966 · 1967 · 1968 · 1969 · 1970 · 1971 · 1972 · 1973 · 1974 · 1975 · 1976 · 1977 · 1978 · 1979 · 1980 · 1981 · 1982 · 1983 · 1984 · 1985 · 1986 · 1987 · 1988 · 1989 · 1990 · 1991 · 1992 · 1993 · 1994 · 1995 · 1996 · 1997 · 1998 · 1999 · 2000 · 2001 · 2002 · 2003 · 2004 · 2005 · 2006 · 2007 · 2008 · 2009 · 2010 · 2011 · 2012 · 2013 · 2014 · 2015 · 2016 · 2017 · 2018 · 2019 · 2021 · 2022 · 2023 · 2024 · 2025